# Valea cu Apă (okręg Gorj)
Valea cu Apă – wieś w Rumunii, w okręgu Gorj, w gminie Fărcășești. W 2011 roku liczyła 472 mieszkańców.